# Roklanská chata
Roklanská chata je samota nacházející se uprostřed Modravských slatí v Národním parku Šumava. Byla zbudována pro lesníky správou lesů, po roce 1948 se nacházela v nepřístupném pásmu železné opony a po pádu železné opony byla celá oblast začleněna do I. zóny Národního parku Šumava, takže je téměř po celou dobu své existence veřejnosti nepřístupná. Chata byla nejvýše položeným celoročně obývaným stavením na Šumavě.

## Poloha
Chata se nachází v Roklanském lese, 1 km jižně od Medvědí hory. Na západě ji obklopuje hraniční část Modravských slatí, historickými prameny označovaná Kaltstaudenské slatě. V těchto místech také pramení Roklanský potok. Jižně od Roklanské chaty leží další ze slatí, Vrchová a na východě pak rozlehlé Novohuťské močály. Chata i celé okolí se nachází v bezzásahové zóně. Okolní les je zasažen kůrovcovou gradací a dotváří zdejší divoké prostředí.

## Historie
Na Podroklanské mýtině byla kvůli rozšiřování těžebních revírů a v důsledku s tím byla vybudována i Roklanská nádrž, zadržující vodu Roklanského potoka pro plavení dřeva. Později byla u hráze vybudována Roklanská hájovna. Hájovna sloužila jako lesní úřad i jako hostinec, ubytovna a bylo možné najmout si zde i průvodce do okolních lesů a na 1,5 km vzdálený Roklan.
Podle dříve uváděných informací souvisela výstavba chaty s rostoucím turistickým ruchem, což mělo přimět Klub československých turistů v roce 1936 k výstavbě Roklanské chaty coby ubytovny hned vedle Roklanské hájovny a při turistické cestě směřující do Bavorska na horu Roklan. Stavba postavená podle plánů sušického stavitele Karla Houry (mj. autor rozhleden na Javorníku a Svatoboru) měla být otevřena v roce 1937 a měla sloužit jako hlavní český výchozí bod k výletům na Roklan. Nejnovější výzkumy však prokázaly, že objekt postavila správa lesů pro lesníky a Klub československých turistů jej nikdy nevlastnil, ani jej neměl ve správě.
Za komunistického režimu vedla těmito místy 1. linie železné opony a hned vedle chaty byla postavena rota Roklan. Po pádu železné opony byla celá oblast Modravských slatí, včetně Roklanské chaty začleněna do I. zóny Národního parku Šumava a je veřejnosti nepřístupná. 
V roce 2018 Ministerstvo kultury České republiky projednávalo návrh na prohlášení chaty kulturní památkou. Plzeňský kraj byl pro, městský úřad v Sušici proti, ministerstvo návrh zamítlo především kvůli špatnému stavu chaty. Starosta Modravy Antonín Schubert označil nezařazení chaty mezi kulturní památky za jistou tragédii a demolici považuje za selhání státu v péči o svěřený majetek.
Správa Národního parku Šumava požádala v létě 2022 kvůli špatnému stavu objektu o demoliční výměr, v srpnu proběhlo místní šetření, před koncem roku 2022 podala správa národního parku podnět proti nečinnosti stavebního úřadu. Stavební úřad v Kašperských Horách žádost v lednu 2023 zamítl s odůvodněním, že žadatel neprokázal vlastnictví objektu. Stavba není zapsána v katastru nemovitostí. Krajský úřad Plzeňského kraje však v odvolacím řízení konstatoval, že o vlastnictví objektu správou národního parku nejsou pochybnosti. Ministr životního prostředí Petr Hladík následně možné provedení demolice pozastavil za účelem odborného posouzení stavebně technického stavu budovy. Jeho výsledkem bylo rozhodnutí o konzervaci stavby na následující dvě desetiletí.
Proti zbourání chaty vznikla petice, kterou podepsalo přes pět tisíc lidí. Existenci stavby naopak kritizují přírodovědci, kteří poukazují na nutnost ochrany Modravských slatí coby jedné z nejcennějších chráněných přírodních lokalit ve střední Evropě.